# Salacia
120347 Salacia este un obiect transneptunian mare, care posedă un satelit.

## Caracteristici
Salacia are diametrul de circa 900 de kilometri.

## Orbita
Salacia prezintă o orbită  caracterizată de o semiaxă majoră egală cu 42,2429286 u.a. și de o excentricitate de 0,1029692, înclinată cu 23,93490° în raport cu ecliptica. Acest obiect ceresc parcurge orbita în circa 275 de ani. Periheliul său îl aduce la circa 37.893 de unități astronomice, iar afeliul îl depărtează la circa 46.593 u.a. de Soare. 
Este un cubewano. Salacia este un potențial candidat la statutul de planetă pitică.

## Satelit
Salacia posedă un satelit natural denumit Actaea, care orbitează în 5,49380 ± 0,00016 de zile la 5619 ± 87 km de Salacia cu o excentricitate 0,0084 ± 0,0076.

## Descoperirea
Salaciea a fost descoperită la 22 septembrie 2004, de astronomul Michael E. Brown,  iar satelitul său, Actaea, la 21 iulie 2006.

## Denumirea
La descoperire corpul ceresc a primit denumirea de (120347) 2004 SB60, iar la 18 februarie 2011 a primit numele de Salacia, cu referire la Salacia, zeiță a apei marine și soție a lui Neptun, corespondentă, în mitologia greacă, zeiței Amfitrita.
Satelitul său a primit numele de Actaea la aceeași dată, cu referire la o nimfă marină, Actaea.